# Tertenia
Tertenia (en sard, Tertenìa) és un municipi italià, dins de la província de Nuoro. L'any 2007 tenia 3.783 habitants. Es troba a la regió de Quirra. Limita amb els municipis de Cardedu, Gairo, Jerzu, Lanusei, Loceri, Osini i Ulassai.

## Administració
| Període | Identitat  | Partit        |
| ------- | ---------- | ------------- |
| 2005-   | Guido Pisu | Llista Cívica |